# 维奥洛
维奥洛（法語：Violot，法語發音：[vjɔlo]）是法国上马恩省的一个市镇，属于朗格勒区。

## 地理
维奥洛（47°45'50"N, 5°26'27"E）面积4.27 平方千米，位于法国大東部大區上马恩省，该省份为法国东北部内陆省份，北起马恩省和默兹省，西接奥布省，西南接科多尔省，东南接上索恩省，东临孚日省。
与维奥洛接壤的市镇（或旧市镇、城区）包括：沙兰德雷、大厄耶、莱洛日、勒帕伊、帕莱瑟勒、里维耶尔勒布瓦。

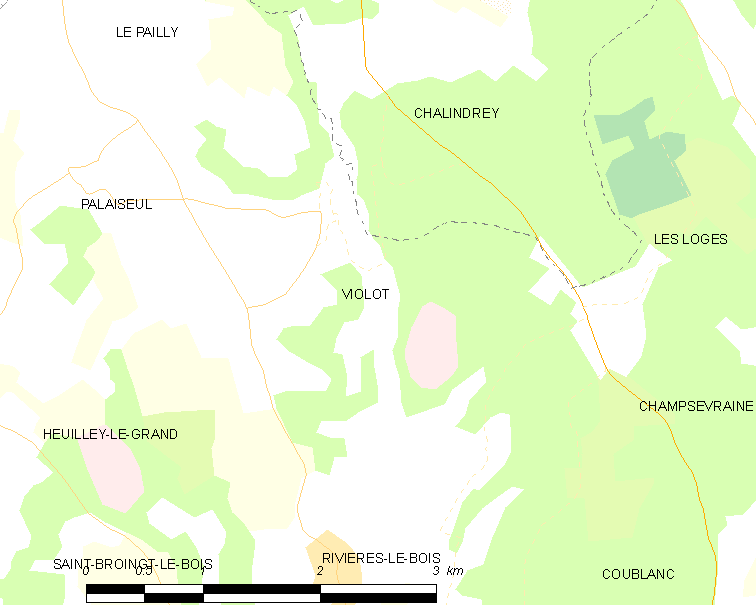
维奥洛的OSM定位图

维奥洛的时区为UTC+01:00、UTC+02:00（夏令时）。

## 行政
维奥洛的邮政编码为52600，INSEE市镇编码为52539。

## 政治
维奥洛所属的省级选区为沙兰德雷县。

## 人口

1962-2008年间维奥洛人口变化图示

维奥洛于2022年1月1日时的人口数量为64人。